# Alfonso Oiterong
Alfonso Rebochong Oiterong (Palaos, 9 de octubre de 1924 - Palaos, 30 de agosto de 1994) fue un político palauano, que sirvió como vicepresidente de su país desde 1981 hasta 1985. Asimismo fue presidente del país desde el 2 de julio hasta el 25 de octubre de 1985. Tras el asesinato de Haruo Remeliik, asumió la Presidencia, y adelantó las elecciones generales, debido a que apenas empezaba el segundo mandato constitucional del presidente fallecido. Fracasó en obtener la presidencia al ser derrotado por Lazarus Salii, a quien entregó el cargo el 25 de octubre.